# Ferroliga
Ferroliga são ligas especiais que requerem alta tecnologia para a sua produção. Ligas especiais são ligas a base de ferro e níquel, contendo cromo e outros elementos a fim de obter propriedades superiores a dos aços e, portanto, suportar solicitações mecânicas e corrosivas extremas.
São ligas de ferro com outro elemento químico e são usados na fabricação de aços. Durante o processo da fabricação, quando o aço se encontra em estado líquido, são adicionados os ferroligas para mudar a composição química do aço e dar uma característica especial a este. As ligas mais comuns que são adicionadas são ferromanganês, ferrossilício e ferrocromo. Cada elemento dá um propriedade especial ao aço como aumento de sua dureza, resistência a corrosão, maior maleabilidade.

## Aplicações
- Indústrias automobilística;
- Eletro-eletrônica;
- Hospitalar;
- Química e petroquímica.